# Mittlerer Bärenkopf
Mittlerer Bärenkopf är en bergstopp i Österrike.   Den ligger i distriktet Zell am See och förbundslandet Salzburg, i den centrala delen av landet, 300 km väster om huvudstaden Wien. Toppen på Mittlerer Bärenkopf är 3 358 meter över havet, eller 253 meter över den omgivande terrängen. Bredden vid basen är 2,4 km.
Terrängen runt Mittlerer Bärenkopf är huvudsakligen bergig. Närmaste större samhälle är Bruck an der Großglocknerstraße, 19,4 km norr om Mittlerer Bärenkopf. 
Trakten runt Mittlerer Bärenkopf består i huvudsak av gräsmarker. Runt Mittlerer Bärenkopf är det ganska glesbefolkat, med 29 invånare per kvadratkilometer.